# Józef Aparicio Sanz i 232 towarzyszy
Józef Aparicio Sanz i 232 towarzyszy – grupa 233 hiszpańskich męczenników, ofiar prześladowań religijnych wobec Kościoła katolickiego w Hiszpanii okresu hiszpańskiej wojny domowej, zamordowanych z nienawiści do wiary (łac. odium fidei), w latach 1936–1939, beatyfikowanych jako pierwsi w trzecim tysiącleciu przez papieża Jana Pawła II w Watykanie 11 marca 2001 roku.

## Geneza męczeństwa
Narastające konflikty społeczne na początku lat trzydziestych w Hiszpanii doprowadziły do fali prześladowań Kościoła katolickiego, która, włączając okres wojny domowej, pociągnęła za sobą liczne ofiary. W okresie tym zamordowano 12 biskupów, 4194 księży, 2365 zakonników, 283 zakonnice i setki tysięcy wiernych, a zniszczeniu uległo ponad 2 tys. świątyń. W samym rejonie Walencji całkowitemu zniszczeniu uległo 800 kościołów, a 1500 uległo dewastacji. W grupie błogosławionych znaleźli się ludzie, których w męczeństwie połączyło wyznanie katolickie i w chwili śmierci przebaczenie dla oprawców. Zginęli mimo braku zaangażowania w walki ideologiczne i spory polityczne wyłącznie z przyczyn religijnych. Jan Paweł II powiedział o męczennikach: 

Chrześcijanie, dla których świętość jest celem życiowym, mogą zmienić społeczeństwo, ponieważ budując przyszłość na wartościach ewangelicznych, wprowadzają pokój i sprawiedliwość. Męczennicy, o których dziś mówimy z wdzięcznością i czcią ukazują różne formy jedynego i powszechnego powołania do świętości. Świętość nie jest przywilejem nielicznych, każdy człowiek może jej nadać własny kształt, pod warunkiem, że wszystkie wydarzenia codzienne będą dla niego okazją do praktykowania miłości Boga i bliźniego.

Procesy beatyfikacyjne przeprowadzono w Walencji (266), Barcelonie (6) i Lleidzie (1).

## Błogosławiony Józef Aparicio Sanz
Józef Aparicio Sanz, José Aparicio Sanz (ur. 12 marca 1893 w Enguerze, zm. 29 grudnia 1936 w Picadero de Paterna) – błogosławiony, męczennik, hiszpański ksiądz katolicki, ofiara antykatolickich prześladowań religijnych okresu hiszpańskiej wojny domowej.
Po odbyciu formacji w seminarium duchownym w Walencji 17 czerwca 1916 roku przyjął święcenia kapłańskie i podjął swój apostolat. Pracował opiekując się chorymi w czasie epidemii grypy, a później w Enguera zainicjował powstanie stowarzyszenia kobiet, Akcji Katolickiej i pełnił też funkcję archiprezbitera.
Zginął przygotowany na męczeńską śmierć, którą określił jako największą łaskę, jaką można otrzymać od Boga.

## Lista błogosławionych

### Wierni świeccy
- Alojzy Campos Górriz, Luis Campos Górriz (30 czerwca 1905 – 28 listopada 1936)[2]
- Maria Carmen García Moyón, Carmen García Moyón (13 września 1888 – 30 stycznia 1937)

#### Pochodzące z Urugwaju
- Maria Dolores Aguiar-Mella y Díaz (29 marca 1897 – 8 września 1936)
- Konsolata Aguiar-Mella y Díaz, Consuelo Aguiar-Mella Díaz (29 marca 1898 – 8 września 1936)

### Działacze Akcji Katolickiej

#### Z Lleidy
- Franciszek Castelló y Aleu, Francisco Castelló Aleu (19 kwietnia 1914 – 29 września 1936)

#### Z archidiecezji Walencji
- Amalia Abad Casasempere (11 grudnia 1897 – 21 września 1936)
- Anna María Aranda Riera, Ana María Aranda Riera (24 stycznia 1888 – 14 października 1936)
- Florencja Caerols Martínez, Florencia Caerols Martínez (20 lutego 1890 – 2 października 1936)
- Maria Climent Mateu (30 maja 1887 – 20 sierpnia 1936)
- Tarzylla Córdoba Belda, Társila Córdoba Belda (8 maja 1861 – 17 października 1936)
- Franciszka Cualladó Baixauli, Francisca Cualladó Baixauli (3 grudnia 1890 – 19 września 1936)
- Maria Teresa Ferragut Roig, María Teresa Ferraguid Roig (14 stycznia 1853 – 25 października 1936) – aresztowana razem z czterema córkami (poniżej) w chwili śmierci miała 83 lata
- Luiza Maria Frías Cañizares, Luisa María Frías Cañizares (20 czerwca 1896 – 6 grudnia 1936)
- Encarnación Gil Valls (27 stycznia 1888 – 24 września 1936)
- Maria Pilar Jordá Botella, María Jordá Botella (26 stycznia 1905 – 27 września 1936)
- Herminia Martínez Amigó (31 lipca 1887 – 26 września 1936)
- Maria Luiza Montesinos Orduña, María Luisa Montesinos Orduña (3 marca 1901 – 31 stycznia 1937)
- Józefina Moscardó Montalvá, Josefina Moscardó Montalvá (10 kwietnia 1880 – 22 września 1936)
- Maria del Olvido Noguera Albelda (30 grudnia 1903 – 30 listopada 1936)
- Krescencja Valls Espí, Crescencia Valls Espí (9 czerwca 1863 – 20 września 1936)
- María de la Purificación Vidal Pastor (14 września 1892 – 21 września 1936)
- María del Carmen Viel Ferrando (27 listopada 1893 – 4 listopada 1936)
- Pilar Villalonga Villalba (22 stycznia 1891 – 11 grudnia 1936)
- Zofia Ximénez Ximénez, Sofia Ximénez Ximénez (15 października 1876 – 23 września 1936)
- Rafał Alonso Gutierrez, Rafael Alonso Gutiérrez (14 czerwca 1890 – 11 sierpnia 1936)
- Maryn Blanes Giner, Marino Blanes Giner (17 września 1888 – 8 września 1936)
- Józef Maria Corbín Ferrer, José María Corbín Ferrer (26 grudnia 1914 – 27 grudnia 1936)
- Karol Díaz Gandía, Carlos Díaz Gandía (25 grudnia 1907 – 11 sierpnia 1936)
- Salwator Damian Enguix Garés, Salvador Damián Enguix Garés (27 września 1862 – 29 października 1936)
- Izmael Escrihuela Esteve, Ismael Escrihuela Esteve (20 maja 1902 – 9 września 1936)
- Jan Chrzciciel Faubel Cano, Juan Bautista Faubel Cano (3 stycznia 1889 – 28 sierpnia 1936)
- Józef Rajmund Ferragud Girbés, José Ramón Ferragud Girbés (10 października 1887 – 24 września 1936)
- Wincenty Galbis Girones, Vicente Galbis Gironés (9 września 1910 – 21 września 1936)
- Jan Gonga Martínez, Juan Gonga Marúnez (25 marca 1911 – 13 listopada 1936)
- Karol López Vidal, Carlos López Vidal (15 listopada 1894 – 6 sierpnia 1936)
- Józef Medes Ferrís, José Medes Ferrís (13 stycznia 1885 – 12 listopada 1936)
- Paweł Meléndez Gonzalo, Pablo Meléndez Gonzalo (7 listopada 1876 – 23 grudnia 1936)
- Józef Perpina Nacher, José Perpiñá Nácher (22 lutego 1911 – 29 grudnia 1936)
- Artur Ros Montalt, Arturo Ros Montalt (26 października 1901 – 28 sierpnia 1936)
- Paschalis Torres Lloret, Pascual Torres Lloret (23 stycznia 1885 – 6 września 1936)
- Emanuel Torró García, Manuel Torró García (2 lipca 1902 – 21 września 1936)
- Józef Maria Zabal Blasco, José María Zabal Blasco (20 marca 1898 – 8 grudnia 1936)

### Tercjarze i tercjarki

#### Kapucynki od Świętej Rodziny
- Rosaria Piotra Maria Wiktoria Quintana Argos, M. Victoria Quintana Argos (Rosario de Soano) (13 maja 1866 – 22 sierpnia 1936)
- Franciszka Ksawera Maria Fenollosa Alcaina, María Fenollosa Alcaina (Francisca Javier de Rafelbuñol) (24 maja 1901 – 27 września 1936)
- Serafina Emanuela Justa Fernández Ibero, Manuela Fernández Ibero (Serafína de Occhovi) (6 sierpnia 1872 – 22 sierpnia 1936)

#### Kapucyni Matki Boskiej Bolesnej
- Wincenty Cabanes Badenas, Vicente Cabanes Badenas (25 lutego 1908 – 30 sierpnia 1936)
- Benwenut Maria Józef de Miguel Arahal, Bienvenido María de Dos Hermanas (17 czerwca 1887 – 1 sierpnia 1936)
- Ambroży Salwator Chuliá Ferrandis, Ambrosio María de Torrente (16 kwietnia 1866 – 18 września 1936)
- Benedykt Emanuel Ferrer Jordá, Benito María de Burriana (26 listopada 1872 – 16 września 1936)
- Krescencjusz García Pobo, Crescencio García Pobo (15 kwietnia 1903 – 3 października 1936).
- Modest Maria z Torrentu, Modesto María de Torrente (Wincenty Gay Zarzo) (19 stycznia 1885 – 18 września 1936)
- Urban Gil Sáez, Urbano Gil Sáez (9 marca 1901 – 23 sierpnia 1936)
- Dominik Maria z Alboraya, Domingo María de Alboraya (Agustín Hurtado Soler) (28 sierpnia 1872 – 15 sierpnia 1936)
- Walenty Wincenty Jaunzarás Gómez, Valentín María de Torrente (6 marca 1896 – 18 września 1936)
- Wawrzyniec Maria Salwator Ferrer Cardet, Laureano María de Burriana (13 sierpnia 1884 – 16 września 1936)
- Leon Maria z Alaquàs, León María de Alaquàs (Manuel Legua Martí) (23 kwietnia 1875 – 26 września 1936)
- Franciszek Maria Just Lerma Martínez, Francisco María de Torrente (12 listopada 1886 – 18 września 1936)
- Ryszard Maria Józef Llópez Mora, Recaredo María de Torrente (22 sierpnia 1874 – 18 września 1936)
- Józef Llosá Balaguer, José Llosá Balaguer (23 sierpnia 1901 – 7 października 1936)
- Bernardyn Maria Paweł Martínez Robles, Bernardino María de Andújar (28 stycznia 1879 – 16 września 1936)
- Florentyn Pérez Romero, Florentín Pérez Romero (14 marca 1904 – 23 sierpnia 1936)
- Gabriel Józef Maria Sanchís Monpó Gabriel María de Benifayó (8 października 1858 – 16 sierpnia 1936)
- Franciszek Tomás Serer, Francisco Tomás Serer (11 października 1911 – 2 sierpnia 1936)
- Tymoteusz Valero Pérez, Timoteo Valero Pérez (24 stycznia 1901 – 17 września 1936)

### Zakonnice

#### Augustianka bosa
- Józefa Rajmunda Masiá Ferragut, Josefa de la Purificación Masiá Ferragud (10 czerwca 1887 – 25 października 1936)

#### Córki Maryi Wspomożycielki (salezjanki)
- Maria Carmen Moreno Benítez, Maria del Carmen Moreno Benítez (1885 – 6 września 1936)
- Maria Amparo Carbonell Muñoz (9 listopada 1893 – 6 września 1936)

#### Kapucynki (OSCCap)
- Maria Wincencja Masia Ferragut, María Vicenta Masiá Ferragut (12 stycznia 1882 – 25 października 1936)
- Maria Weronika Masia Ferragut, María Joaquina Masiá Ferragut (15 czerwca 1884 – 25 października 1936)
- Maria Felicyta Masiá Ferragut, María Felicidad Masiá Ferragut (28 sierpnia 1890 – 25 października 1936)
- Izabela Elżbieta Calduch Rovira, Isabela Calduch Rovira (9 maja 1882 – 14 kwietnia 1937)
- Maria Milagros Ortells Gimeno (29 listopada 1882 – 20 listopada 1936)

#### Karmelitanki miłosierdzia
Grupa zamordowanych na plaży Playa del Saler w pobliżu Walencji 19 sierpnia, a także po pobycie w więzieniu dla kobiet 24 listopada.
- Elwira od Narodzenia Najśw. Marii Panny Torrentallé Paraire, Elwira Torrentallé Paraire de la Natividad de Nuestra Señora (29 czerwca 1883 – 19 sierpnia 1936)
- Róża od Matki Bożej Dobrej Rady Pedret Rull, Rosa Pedret Rullde Nuestra Señora del Buen Consejo (5 grudnia 1864 – 19 sierpnia 1936)
- Maria Calaf Miracle de Nuestra Señora de la Providencia (18 grudnia 1871 – 19 sierpnia 1936)
- Franciszka od św. Teresy de Amezúa Ibaibarriaga, Francisca de Amezúa Ibaibarriagade Santa Teresa (9 marca 1881 – 19 sierpnia 1936)
- Maria Desamparados od Najświętszego Sakramentu Giner Líster, Maria Desamparados Giner Líster del Santísimo Sacramento (13 grudnia 1877 – 19 sierpnia 1936)
- Teresa od Matki Boskiego Pasterza Chambó y Palés, Teresa Chambó Palés de la Divina Pastora (5 lutego 1889 – 19 sierpnia 1936)
- Agata od Najśw. Marii Panny Patronki Cnót Hernández Amorós, Águeda Hernández Amorós de Nuestra Señora de las Virtudes (5 stycznia 1893 – 19 sierpnia 1936)
- Maria Dolores od św. Franciszka Ksawerego Vidal Cervera, Maria Dolores Vidal Cervera de San Francisco Javier (31 stycznia 1895 – 19 sierpnia 1936)
- Maria de las Nieves od Trójcy Przenajświętszej Crespo López, Maria de las Nieves Crespo López de la Santísima Trinidad (17 września 1897 – 19 sierpnia 1936)
- Ascensja od św. Józefa Kalasantego Lloret Marco, Ascensión Lloret Marco de San José de Calasanz (21 maja 1879 – 7 września 1936)
- Maria de la Purificación od św. Józefa Ximénez Ximénez, Maria de la Purificación Ximénez Ximénez de San José (3 lutego 1871 – 23 września 1936)
- Maria Józefa od św. Zofii del Río Messa, Maria Józefa del Río Messa de Santa Sofía (29 kwietnia 1895 – 23 września 1936)
- Niceta od św. Prudencjusza Plaja Xifra, Niceta Plaja Xifra de Santa Prudencia (31 października 1863 – 24 listopada 1936)
- Paula od św. Anastazji Isla Alonso, Paula Isla Alonso de Santa Anastasia (28 czerwca 1863 – 24 listopada 1936)
- Antonina od św. Tymoteusza Gosens Saez de Ibarra, Antonia Gosens Sáez de Ibarra de San Timoteo (17 stycznia 1870 – 24 listopada 1936)
- Daria od św. Zofii Campillo Paniagua, Daria Campillo Paniagua de Santa Sofía (11 września 1873 – 24 listopada 1936)
- Erundina od Matki Boskiej Szkaplerznej Colino Vega, Erundina Colino Vega de Nuestra Señora del Carmen (23 lipca 1883 – 24 listopada 1936)
- Maria Consuelo od Najświętszego Sakramentu Cuñado González, Consuelo Cuñado González del Santísimo Sacramento (1 stycznia 1884 – 24 listopada 1936)
- Maria Concepción od św. Ignacego Odriozola Zabalia, Concepción Odriozola Zabalia de San Ignacio (8 lutego 1882 – 24 listopada 1936)
- Felicjana od Matki Boskiej z góry Karmel de Uribe Orbe, Feliciana de Uribe Orbe de Nuestra Señora del Carmen (8 marca 1893 – 24 listopada 1936)
- Concepción od św. Magdaleny Rodríguez Fernández, Concepción Rodríguez Fernández de Santa Magdalena (13 grudnia 1895 – 24 listopada 1936)
- Justa od NMP Niepokalanie Poczętej Maiza Goicoechea, Justa Maiza Goicoechea de la Inmaculada (13 lipca 1897 – 24 listopada 1936)
- Klara od Najśw. Marii Panny Naszej Nadziei Ezcurra Urrutia, Clara Ezcurra Urrutiade Nuestra Señora de la Esperanza (17 sierpnia 1896 – 24 listopada 1936)
- Kandyda od Najśw. Marii Panny Anielskiej Cayuso González, Cándida Cayuso González de Nuestra Señora de los Ángeles (5 stycznia 1901 – 24 listopada 1936)

#### Klaretynka
- Maria Patrocinio od św. Jana Giner Gomis, Maria Patrocinio Giner Gomis de San Juan (4 stycznia 1874 – 13 listopada 1936)

#### Siostry pijarki (SchP)
Zamordowane na plaży Playa del Saler.
- María od Dzieciątka Jezus Baldillou Bullit, Maria del Niño Jesús (6 listopada 1905 – 8 września 1936)
- Presentación od Świętej Rodziny Paschalina Gallén Martí, Presentación de la Sagrada Familia (20 listopada 1872 – 8 września 1936)
- María Alojza od Jezusa Girón Romera, Maria Luiza de Jesús (25 sierpnia 1887 – 8 września 1936)
- Maria Carmen od św. Filipa Neri Nazaria Gómez Lezaun, Carmen de San Felipe Neri (27 lipca 1869 – 8 września 1936)
- Klementcja od św. Jana Chrzciciela Antonina Riba y Mestres, Clemencia de San Juan Bautista (Antonia Riba Mestres) (8 października 1893 – 8 września 1936)
- Maria od Jezusa María de la Encarnación de la Yglesia de Varo, María de la Encarnación de la Yglesia de Varo (25 marca 1891 – 8 września 1936)

#### Małe Siostry ze Zgromadzenia Małych Sióstr Opuszczonych Starców
- Józefa od św. Jana Bożego Ruano García, Josefa de San Juan Ruano García (11 lipca 1854 – 8 września 1936)
- Maria Dolores od św. Eulalii Puig Bonany, Dolores de Santa Eulalia Puig Bonany (12 lipca 1857 – 8 września 1936)[5]

#### Siostra serwitka (OSM)
- Maria Guadalupe Ricart Olmos (23 lutego 1881 – 2 października 1936)

### Zakonnicy

#### Bracia szkolni (FSC)
- Ambroży Leon Piotr Lorente Vicente, Pedro Lorente Vicente (7 stycznia 1914 – 23 października 1936)
- Florencjusz Marcin Alvaro Ibáñez Lázaro, Álvaro Ibáñez Lázaro (12 czerwca 1913 – 23 października 1936)
- Honorat Zorraquino Herrero, Andrés Zorraquino Herrero (1908 – 23 października 1936)[6]
- Eliasz Julian Torrijo Sánchez, Julián Torrijo Sánchez (17 listopada 1900 – 22 listopada 1936)
- Bertram Franciszek Lahoz Moliner, Francisco Lahoz Moliner (14 grudnia 1912 – 23 października 1936)

#### Dominikanie (OP)
Pierwsi wyniesieni na ołtarze dominikanie, ofiary prześladowań religijnych Drugiej Republiki Hiszpańskiej (z Calanda, Barcelony i Walencji).
- Hiacynt Serrano López, Jacinto Serrano López (30 lipca 1901 – 25 listopada 1936)
- Ludwik Urbano Lanaspa, Luis Urbano Lanaspa (3 czerwca 1882 – 25 sierpnia 1936)
- Konstantyn Fernández Álvarez, Constantino Fernández Álvarez (7 listopada 1907 – 29 sierpnia 1936)
- Rafał Pardo Molina, Rafael Pardo Molina (28 października 1899 – 26 września 1936)
- Łucjusz Martínez Mancebo, Lucio Martínez Mancebo (28 lipca 1902 – 29 lipca 1936)
- Antoni Emanuel López Couceiro, Antonio López Couceiro (15 listopada 1869 – 29 lipca 1936)
- Felicissimus Díez González, Felicísimo Díez González (26 listopada 1907 – 29 lipca 1936)
- Saturiusz Rey Robles, Saturio Rey Robles (21 grudnia 1907 – 29 lipca 1936)
- Tyrusus Manrique Melero, Tirso Manrique Melero (26 stycznia 1877 – 29 lipca 1936)
- Gumersindus Soto Barros, Gumersindo Soto Barros (21 października 1869 – 29 lipca 1936)
- Lambert Maria de Navascués y de Juan, Lamberto De Navascués y de Juan (18 maja 1911 – 29 lipca 1936)
- Józef Maria Muro Sanmiguel, José María Muro Sanmiguel (26 października 1905 – 30 lipca 1936)
- Joachim Prats Baltueña, Joaquín Prats Baltueña (5 marca 1915 – 30 lipca 1936)
- Franciszek Calvo Burillo, Francisco Calvo Burillo (21 listopada 1881 – 2 sierpnia 1936)
- Franciszek Monzón Romeo, Francisco Monzón Romeo (29 marca 1912 – 29 sierpnia 1936)
- Rajmund Peiró Victori, Ramón Peiró Victori (7 marca 1891 – 21 sierpnia 1936)
- Józef Maria Vidal Segú, José María Vidal Segú (3 lutego 1912 – wrzesień 1936)
- Filip Jakub Meseguer Burillo, Santiago Meseguer Burillo (1 maja 1885 – listopad 1936)

#### Franciszkanie (OFM)
- Paschalis Fortuño Almela, Pascual Fortuño Almela (5 marca 1886 – 7 września 1936)
- Placyd García Gilabert, Plácido García Gilabert (1 stycznia 1895 – 16 sierpnia 1936)
- Alfred Pellicer Muñoz, Alfredo Pellicer Muñoz (10 kwietnia 1914 – 4 października 1936)
- Salwator Mollar Ventura, Salvador Mollar Ventura (27 marca 1896 – 27 października 1936)

#### Franciszkanie konwentualni (OFMConv.)
Wymordowani po spaleniu 20 lipca 1936 r. przez bojowników Iberyjskiej Federacji Anarchistycznej klasztoru w Granollers.
- Modest Vegas Vegas, Modesto Vegas Vegas (24 lutego 1912 – 27 lipca 1936)
- Dionizy Wincenty Ramos, Dionisio Vicente Ramos (9 października 1871 – 31 lipca 1936)
- Franciszek Remón Játiva, Francisco Remón Játiva (22 września 1890 – 31 lipca 1936)
- Alfons López López, Alfonso López López (16 listopada 1878 – 3 sierpnia 1936)
- Michał Remón Salvador, Miguel Remón Salvador (17 września 1907 – 3 sierpnia 1936)
- Piotr Rivera Rivera, Pedro Rivera Rivera (3 września 1912 – 1 września 1936)

#### Jezuici (SJ)
Spośród ponad stu zamordowanych jezuitów do chwały ołtarzy wyniesieni zostali męczennicy którzy padli ofiarą prześladowań religijnych nie rezygnując z apostolatu mimo narastającego terroru.
- Tomasz Sitjar Fortiá, Tomás Sitjar Fortiá (21 marca 1866 – 19 sierpnia 1936)
- Konstantyn Carbonell Sempere, Constantino Carbonell Sempere (12 kwietnia 1866 – 23 sierpnia 1936)
- Piotr Gelabert Amer, Pedro Gelabert Amer (29 marca 1887 – 23 sierpnia 1936)
- Rajmund Grimaltós Monllor, Ramón Grimaltós Monllor (3 marca 1861 – 23 sierpnia 1936)
- Paweł Bori Puig, Pablo Bori Puig (12 listopada 1864 – 29 września 1936)
- Wincenty Sales Genovés, Vicente Sales Genovés (15 października 1881 – 29 września 1936)
- Józef Tarrats Comaposada, José Tarrats Comaposada (29 sierpnia 1878 – 28 września 1936)
- Dariusz Hernández Morató, Darío Hernández Morató (25 października 1880 – 29 września 1936)
- Narcyz Basté Basté, Narciso Basté Basté (16 grudnia 1866 – 15 października 1936)
- Alfred Simón Colomina, Alfredo Simón Colomina (8 marca 1877 – 29 listopada 1936)
- Jan Chrzciciel Ferreres Boluda, Juan Bautista Ferreres Boluda (28 listopada 1861 – 29 grudnia 1936)

#### Kapucyni (OFMCap.)
Pierwsza grupa wyniesionych na ołtarze męczenników z zakonu kapucynów zamordowanych podczas prześladowań religijnych 1936–1939.
- Aureliusz Józef Ample Alcaide, José Ample Alcaide (3 lutego 1896 – 28 sierpnia 1936)
- Ambroży Alojzy Valls Matamales, Luis Valls Matamales (3 maja 1870 – 26 sierpnia 1936)
- Piotr Aleksander Max Ginestar, Alejandro Mas Ginestar (11 grudnia 1876 – 26 sierpnia 1936)
- Joachim Józef Ferrer Adell, José Ferrer Adell (23 kwietnia 1879 – 30 sierpnia 1936)
- Modest García Martí, Modesto García Martí (18 stycznia 1880 – 13 sierpnia 1936)
- German (Józef Maria) Garrigues Hernández, Jorge María Garrigues Hernández (12 lutego 1895 – 9 sierpnia 1936)
- Bonawentura Esteve Flores, Buenaventura (Julio) Esteve Flores (9 października 1897 – 26 września 1936)
- Jakub Mestre Iborra, Santiago Mestre Iborra (10 kwietnia 1909 – 29 września 1936)
- Henryk García Beltrán, Enrique García Beltrán (16 marca 1913 – 16 sierpnia 1936)
- Fidelis Climent Sanchés, Fidel de Puzol (Mariano Climent Sanchis) (8 stycznia 1856 – 27 września 1936)
- Bernard Józef Bieda Grau, José Bieda Grau (23 lipca 1867 – 4 września 1936)
- Pacyfik Salcedo Puchades, Pedro Salcedo Puchades (24 lutego 1874 – 12 października 1936)

#### Salezjanie (SDB)
Pierwsza grupa męczenników salezjańskich ofiar prześladowań religijnych, mordowanych grupami i pojedynczo z których tylko ks. Juliusz Junyer Padern został rozstrzelany na mocy formalnego wyroku z 23 marca 1938 po procesie pod zarzutami szpiegostwa i zdrady.
- Józef Calasanz Marqués, José Calasanz Marqués (23 listopada 1872 – 29 lipca 1936)
- Jakub Buch Canals, Jaime Buch Canals (9 kwietnia 1889 – 31 lipca 1936)
- Jan Martorell Soria, Juan Martorell Soria (1 września 1889 – 10 sierpnia 1936)
- Piotr Mesonero Rodríguez, Pedro Mesonero Rodríguez (29 maja 1912 – sierpień 1936)
- Antoni Maria Martín Hernández, Antonio Marún Hernández (18 lipca 1885 – 10 grudnia 1936)
- Rekared de los Ríos Fabregat, Recaredo de los Ríos Fabregat (11 stycznia 1893 – 9 grudnia 1936)
- Julian Rodríguez Sánchez, Julián Rodríguez Sánchez (16 października 1896 – 9 grudnia 1936)
- Józef Giménez López, José Giménez López (31 października 1904 – 9 grudnia 1936)
- August García Calvo (Augustyn), Agustín García Calvo (3 lutego 1905 – 9 grudnia 1936)
- Józef Otín Aquilué, José Otín Aquilé (22 grudnia 1901 – 1 listopada 1936)
- Alwarez Sanjuán Canet, Alvaro Sanjuan Canet (26 kwietnia 1908 – 2 października 1936)
- Franciszek Bandrés Sánchez, Francisco Bandrés Sánchez (24 kwietnia 1896 – 3 sierpnia 1936)
- Sergiusz Cid Pazo, Sergio Cid Pazo (24 kwietnia 1884 – 30 lipca 1936)
- Józef Batalla Parramón, José Batalla Parramón (15 stycznia 1873 – 4 sierpnia 1936)
- Józef Rabasa Bentanachs, José Rabasa Bentanachs (26 lipca 1862 – 8 sierpnia 1936)
- Idzi Rodicio Rodicio, Gil Rodicio Rodicio (20 marca 1888 – 4 sierpnia 1936)
- Anioł Ramos Velázquez, Angel Ramos Velázquez (9 marca 1876 – 11 października 1936)
- Filip Hernández Martínez, Felipe Hernández Martínez (14 marca 1913 – 27 lipca 1936)
- Zachariasz Abadía Buesa, Zacarías Abadía Buesa (5 listopada 1913 – 27 lipca 1936)
- Jakub Ortiz Alzueta, Jaime Ortiz Alzueta (24 maja 1913 – 27 lipca 1936)
- Ksawery Bordás Piferer, Javier Bordás Piferer (24 września 1914 – 23 lipca 1936)
- Feliks Vivet Trabal, Félix Vivet Trabal (23 stycznia 1911 – 25 sierpnia 1936)
- Michał Domingo Cendra, Miguel Domingo Cendra (1 marca 1909 – 12 sierpnia 1936)
- Józef Caselles Moncho, José Caselles Moncho (8 sierpnia 1907 – 27 lipca 1936)
- Józef Castell Camps, José Castell Camps (12 października 1902 – 28 lipca l936)
- Józef Bonet Nadal, José Bonet Nadal (26 grudnia 1875 – 13 sierpnia 1936)
- Jakub Bonet Nadal, Jaime Bonet Nadal (4 sierpnia 1884 – 18 sierpnia 1936)
- Aleksander Planas Saurí, Alejandro Planas Saurí (31 października 1878 – 19 listopada 1936)
- Elizeusz García García, Elíseo García García (25 sierpnia 1907 – 19 listopada 1936)
- Juliusz Junyer Padern, Julio Junyer Padern (30 października 1892 – 26 kwietnia 1938)

#### Sercanin (SCJ)
- Jan Maria od Krzyża Marian García Méndez, Mariano Juan María de la Cruz García Méndez (25 września 1891 – 23 sierpnia 1936)

#### Kapelan Kolegium La Salle de la Bonanova w Barcelonie
- Leonard Olivera Buera, Leonardo Olivera Buera (6 marca 1889 – 23 października 1936)

### Księża

#### Z archidiecezji Saragossy
Wymieniani razem z męczennikami z zakonu dominikanów:
- Emanuel Albert Ginés, Manuel Albert Ginés (3 października 1867 – 29 lipca 1936)
- Zozym Izquierdo Gil, Zósimo Izquierdo Gil (17 grudnia 1895 – 30 lipca 1936)

#### Z archidiecezji Walencji
- Ferdynand González Añón, Fernando González Añón (17 lutego 1886 – 27 sierpnia 1936)
- Jan Ventura Solsona, Juan Ventura Solsona (1875 – 17 września 1936)
- Józef Ruiz Bruixola, José Ruiz Bruixola (30 marca 1857 – 29 października 1936)
- Rajmund Marcin Soriano, Ramón Martí Soriano (7 października 1902 – 27 sierpnia 1936)
- Joachim Vilanova Camallonga, Joaquín Vilanova Camallonga (6 października 1888 – 29 lipca 1936)
- Henryk Morant Pellicer, Enrique Morant Pellicer (13 października 1908 – 3 października 1936)
- Karmel Sastre Sastre, Carmelo Sastre Sastre (21 grudnia 1890 – 15 sierpnia 1936)
- Wincenty Ballester Far, Vicente Ballester Far (5 lutego 1888 – 23 września 1936)
- Rajmund Stefan Bou Pascual, Ramón Esteban Bou Pascual (12 października 1906 – 15 października 1936)
- Paschalis Ferrer Botella, Jose Ramon Pascual Ferrer Botella (9 listopada 1894 – 24 września 1936)
- Henryk Juan Requena, Enrique Juan Requena (2 marca 1903 – 29 grudnia 1936)
- Eliasz Carbonell Mollá, Elías Carbonell Mollá (20 listopada 1869 – 2 października 1936)
- Jan Carbonell Mollá, Juan Carbonell Mollá (6 czerwca 1874 – 2 października 1936)
- Paschalis Penades Jornet, Pascual Penadés Jornet (3 stycznia 1894 – 15 września 1936)
- Salwator Ferrandis Seguí, Salvador Ferrandis Seguí (25 maja 1880 – 3 sierpnia 1936)
- Józef Toledo Pellicer, José Toledo Pellicer (15 lipca 1909 – 10 sierpnia 1936)
- Ferdynand García Sendra, Fernando García Sendra (31 marca 1905 – 18 września 1936)
- Józef García Mas, José García Mas (11 czerwca 1896 – 18 września 1936)
- Józef Maria Segura Penadés, José María Segura Penadés (13 października 1896 – 11 września 1936)
- Salwator Estrugo Solves, Salvador Estrugo Solves (12 października 1862 – 10 sierpnia 1936)
- Wincenty Sicluna Hernández, Vicente Sicluna Hernández (30 września 1859 – 22 września 1936)
- Wincenty Maria Izquierdo Alcón, Vicente María Izquierdo Alcón (25 maja 1891 – 18 sierpnia 1936)
- Józef Maria Ferrándiz Hernández, José María Ferrándiz Hernández (11 sierpnia 1879 – 24 września 1936)
- Franciszek Ibáñez Ibáñez, Francisco Ibáñez Ibáñez (22 września 1876 – 19 sierpnia 1936)
- Józef González Huguet, José González Huguet (23 stycznia 1874 – 12 października 1936)
- Józef Fenollosa Alcayna, José Fenollosa Alcayna (marzec 1903 – 27 września 1936)
- Feliks Yuste Cava, Félix Yuste Cava (21 lutego 1887 – 14 sierpnia 1936)
- Wincenty Pelufo Corts, Vicente Pelufo Corts (26 listopada 1868 – 11 września 1936)
- Józef Canet Giner, José Canet Giner (24 sierpnia 1903 – 4 października 1936)
- Franciszek Sendra Ivars, Francisco Sendra Ivars (23 kwietnia 1899 – 4 września 1936)
- Dydak Llorca Llopis, Diego Llorca Llopis (2 lipca 1896 – 6 września 1936)
- Alfons Sebastiá Viñals, Alfonso Sebastiá Vinals (27 maja 1910 – 1 września 1936)
- Germán Gozalbo Andreu (30 sierpnia 1913 – 22 września 1936)
- Gonsalwus Viñes Masip, Gonzalo Viñes Masip (19 stycznia 1883 – 10 grudnia 1936)
- Wincenty Rubiols Castelló, Vicente Rubiols Castelló (13 marca 1874 – 4 sierpnia 1936)
- Antoni Silvestre Moya, Antonio Silvestre Moya (26 października 1892 – 7 sierpnia 1936)